# Франц Карл фон дер Лайен
Франц Георг Карл Антон фон дер Лайен (на немски: Franz Georg Karl Anton von der Leyen und zu Hohengeroldseck; * 26 август 1736 в Кобленц; † 26 септември 1775 в Близкастел) от род „фон дер Лайен“ е имперски граф на Хоенгеролдсек (1760 – 1775).
Той е големият син на имперски граф Фридрих Фердинанд фон дер Лайен (1709 – 1760) и графиня Мария Ева Шарлота Августа фон Глайхен-Хатцфелд (1715 – 1774), дъщеря на граф Франц фон Глайхен и Хатцфелд (1676 – 1738) и графиня Анна Шарлота Елизабет фон Щадион (1689 – 1763).
Франц Георг Карл фон дер Лайен поема през 1761 г. управлението на голямата територия на фамилията Лайен. Резиденцията му е в Кобленц. През 1765 г. той основава организация за бедни и дом за сираци. През 1773 г. той мести резиденцията си в Близкастел. През 1775 г. той успява да основе манастир с латинско училище в Близкастел.
Франц Георг Карл фон дер Лайен умира от тиф на 39 години на 26 септември 1775 г. в Близкастел. От 1784 г. гробът му се намира в дворцовата църква в Близкастел.
След смъртта му неговата съпруга Мариана фон Далберг е регентка на Близкастел (1775 – 1793). Син му Филип фон дер Лайен (1766 – 1829) е издигнат на 12 юли 1806 г. на 1. княз на Княжеството фон дер Лайен и Хоенгеролдсек.

## Фамилия
Франц Георг фон дер Лайен се жени на 15 септември 1765 г. в Майнц за Мариана/Мария Анна Хелена Йозефина Кемерер фон Вормс, фрайин фон Далберг (* 31 март 1745, Майнц; † 10 юли 1804, Франкфурт на Майн), дъщеря на Франц Хайнрих Кемерер фон Вормс (1716 – 1776), таен съветник на Курфюрство Майнц, и графиня Мария София Анна фон и цу Елтц-Кемпених, нар. Фауст фон Щромберг (1722 – 1763). Те имат три деца:
- Филип Франц Вилхелм Игнац (* 1 август 1766, Кобленц; † 23 ноември 1829, Кьолн), издигнат на 12 юли 1806 г. на 1. княз на Княжеството фон дер Лайен и Хоенгеролдсек, женен на 15 май 1788 г. в Померсфелден за графиня София Тереза Валпургис фон Шьонборн-Визентхайд (* 15 август 1772, Майнц; + 4 юли 1810, Париж)
- Шарлота Мария Анна София Валпургис (* 4 април 1768, Кобленц; † 12 януари 1832), омъжена на 3 март 1799 г. за граф Емерих фон Щадион-Танхаузен (* 29 ноември 1766, Майнц; † 11 януари 1817), син на граф Хуго фон Щадион-Вартхаузен и Танхаузен (1720 – 1785) и фрайин Мария Анна Текла Валпургис Тереза Шенк фон Щауфенберг (1728 – 1799)
- Мария София Антонета Шарлота Клара Елизабет Валпурга Текла (* 23 юли 1769, Кобленц; † 18 януари 1834, Виена), омъжена на 20 октомври 1789 г. в Близкастел за граф Франц Филип Йозеф фон Шьонборн-Буххайм (* 15 септември 1768, Майнц; † 18 август 1841, Обермайдлинг при Виена)